# Gevelsteen Lange Brinkweg 9
De Gevelsteen van Lange Brinkweg 9 is een gemeentelijk monument in Soest in de provincie Utrecht.
Op de boerderij is een zandstenen gevelsteen ingemetseld. Enkel de hoofdvorm van deze steen uit de achttiende eeuw is intact gebleven. De tekst luidt:
VOORWAAR IST HUYS VERGEEFS GEBOUT
ALS GODT DEN HEER NIET ONDERHOUT.